# Viridàsids
Els viridàsids (Viridasiidae) són una família d'aranyes araneomorfes. Va ser descrita per primera vegada per P.T. Lehtinen l'any 1967. Va ser separat de la família dels ctènids (Ctenidae) el 2015 per Polotow et al.
Les espècies d'aquesta família es troben a Madagascar; una espècie a les Illes Comores i una altra al Brasil.

## Sistemàtica
Segons el World Spider Catalog amb data de 23 de gener de 2019, hi ha reconegudes els següents gèneres i espècies:
- Viridasius Simon, 1889
  - Viridasius fasciatus (Lenz, 1886) – Madagascar (espècie tipus)
- Vulsor Simon, 1889
  - Vulsor bidens Simon, 1889 – Illes Comores (espècie tipus)
  - Vulsor isaloensis (Ono, 1993) – Madagascar
  - Vulsor occidentalis Mello-Leitão, 1922 – Brasil
  - Vulsor penicillatus Simon, 1896 – Madagascar
  - Vulsor quartus Bri, 1907 – Madagascar
  - Vulsor quintus Bri, 1907 – Madagascar
  - Vulsor septimus Bri, 1907 – Madagascar
  - Vulsor sextus Bri, 1907 – Madagascar